# Charles Samuel Girardet
Charles Samuel Girardet, född 1780 i Le Locle, Schweiz, död 1863 i Versailles, Frankrike var en schweizisk kopparstickare och litograf. Han var gift med pastorsdottern Fanny-Charlotte Favre från Le Locle, bror till Abraham, Abram-Louis och Alexandre Girardet och far till Charles (Karl) Girardet och Paul Girardet.
Charles Samuel växte upp i en reformert reformert familj där fadern var bokhandlare och förläggare. Han lärde sig sticka koppar av sina bröder. År 1805 reste Charles Samuel till sin bror Abraham i Paris där han avslutade sin utbildning, bland annat inom litografi. Han återvände till Le Locle 1813 och utförde porträtt och reproduktioner efter äldre mästare. År 1823 var han tillbaka i Paris och verkade 1833-40 som illustratör i Magasin universel.